# Nemeai játékok

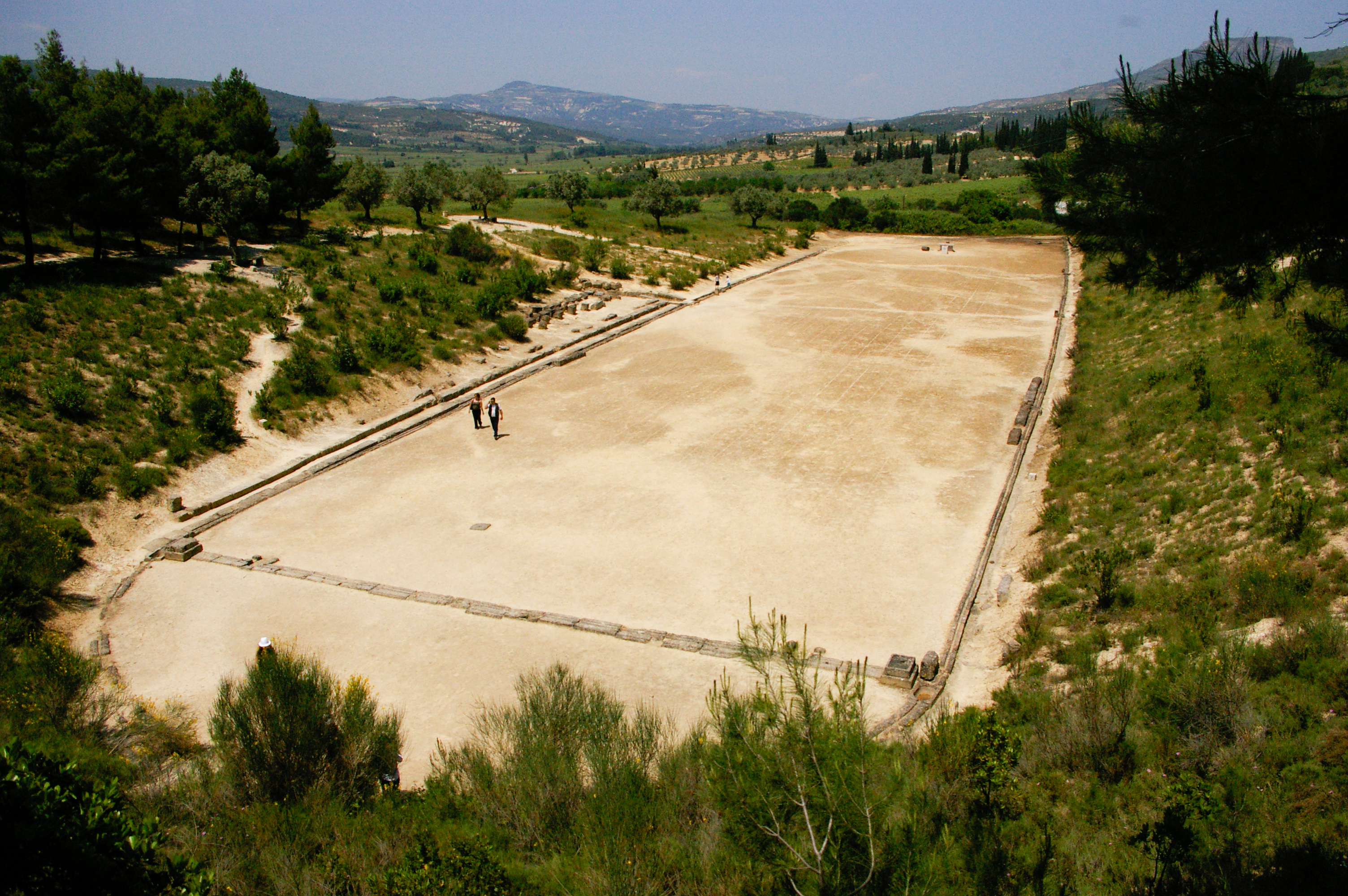
A nemeai játékok stadionja

A nemeai játékok az antik Görögországban a pánhellén játékok egyike volt, amit az argoliszi Nemeában tartottak minden második évben Zeusz tiszteletére.
A nemeai játékokat az iszthmoszi játékokkal egy évben, az olümpiai játékok előtti és utáni években, azaz az olümpiai ciklus második és negyedik évében tartották. Egy mítosz szerint a játékokat Héraklész alapította, miután legyőzte a nemeai oroszlánt, egy másik szerint egy Opheltész nevű gyermek emlékére Tüdeusz rendezett temetési játékokat, így kezdődtek. Mindenesetre csak az i. e. 6. század óta tudunk létezéséről.
A győztesek Argosztól egy vadzellerkoszorút kaptak jutalmul.
Az első nemeai játékok győztesei Apollodórosz szerint:
- lovasverseny: Adrasztosz
- futóverseny: Eteoklosz
- ökölvívás: Tüdeusz
- ugrás: Amphiaraosz
- diszkoszvetés: Amphiaraosz
- gerelyvetés: Laodokosz
- birkózás: Polüneikész
- íjászat: Parthenopaiosz

## Fordítás
- Ez a szócikk részben vagy egészben  a   Nemean Games című angol Wikipédia-szócikk fordításán alapul.  Az eredeti cikk szerkesztőit annak laptörténete sorolja fel. Ez a jelzés csupán a megfogalmazás eredetét és a szerzői jogokat jelzi, nem szolgál a cikkben szereplő információk forrásmegjelöléseként.